# 楊凱寧
楊凱寧（英語：Helen Yeung Hoi Ning，1985年2月24日—），香港女子橋牌選手。早年就讀天主教聖華學校（1997年）、東莞工商總會劉百樂中學（2002年中五、2004年中七）和香港城市大學（2007年）。

## 簡歷
2018年8月，楊凱寧代表中國香港參加2018年亞洲運動會橋牌比賽，與陳佩怡、顧可容、黃慧敏、何煒霖和何凱桐合作贏得超級混合團體賽銀牌。